# Awaking the Centuries
Awaking the Centuries é o segundo álbum de estúdio da banda de Clasical Medieval Metal, Haggard.
O conceito é baseado na vida de Michel De Nostredame (Nostradamus), e suas experiências durante a época da peste negra, na Europa Medieval.

## Faixas
1. "Intro: Rachmaninov: Choir" – 0:38
2. "Intro: Pestilencia" – 1:54
3. "Chapter I: Heavenly Damnation" – 2:59
4. "Chapter II: The Final Victory" – 3:35
5. "Chapter II Saltorella La Manuelina" – 0:57
6. "Chapter III: Awaking the Centuries" – 9:34
7. "Chapter III:Statement zur Lage der Musica" – 1:19
8. "Chapter IV: In a Fullmoon Procession" – 5:18
9. "Chapter IV: Menuett" – 1:19
10. "Chapter V: Prophecy Fulfilled / And the Dark Night Entered" – 6:23
11. "Chapter V: Courante" – 1:10
12. "Chapter V: Rachmaninov: Choir" – 2:34

## Formação
- Asis Nasseri – Vocais, Guitarra
- Susanne Ehlers – Soprano
- Veronika Kramheller - Soprano
- Manu - Soprano
- Fiffi Fuhrmann – Tenor, Flauta
- Nikolaus - Barítono
- Claudio Quarta – Guitarra
- Ally Fiddle - Violino
- Andi Corne inglês, Percussão
- Hans Wolf – Piano, teclados
- Luz Marsen – bateria, Percussão
- Giacomo - Baixo
- Linda - Oboé,
- Ivica Percinlic – Violone
- Florian Bartl – Oboé, Corne inglês
- Steffi Hertz – Viola
- Johannes Schleiermacher – Violoncelo
- Mark Pendry – Clarinete
- Michael Stapf – Violino
- Judith Marschall – Violino
- Doro – Violino
- Michael Schumm – Tímpano, Percussão